# Piquetero

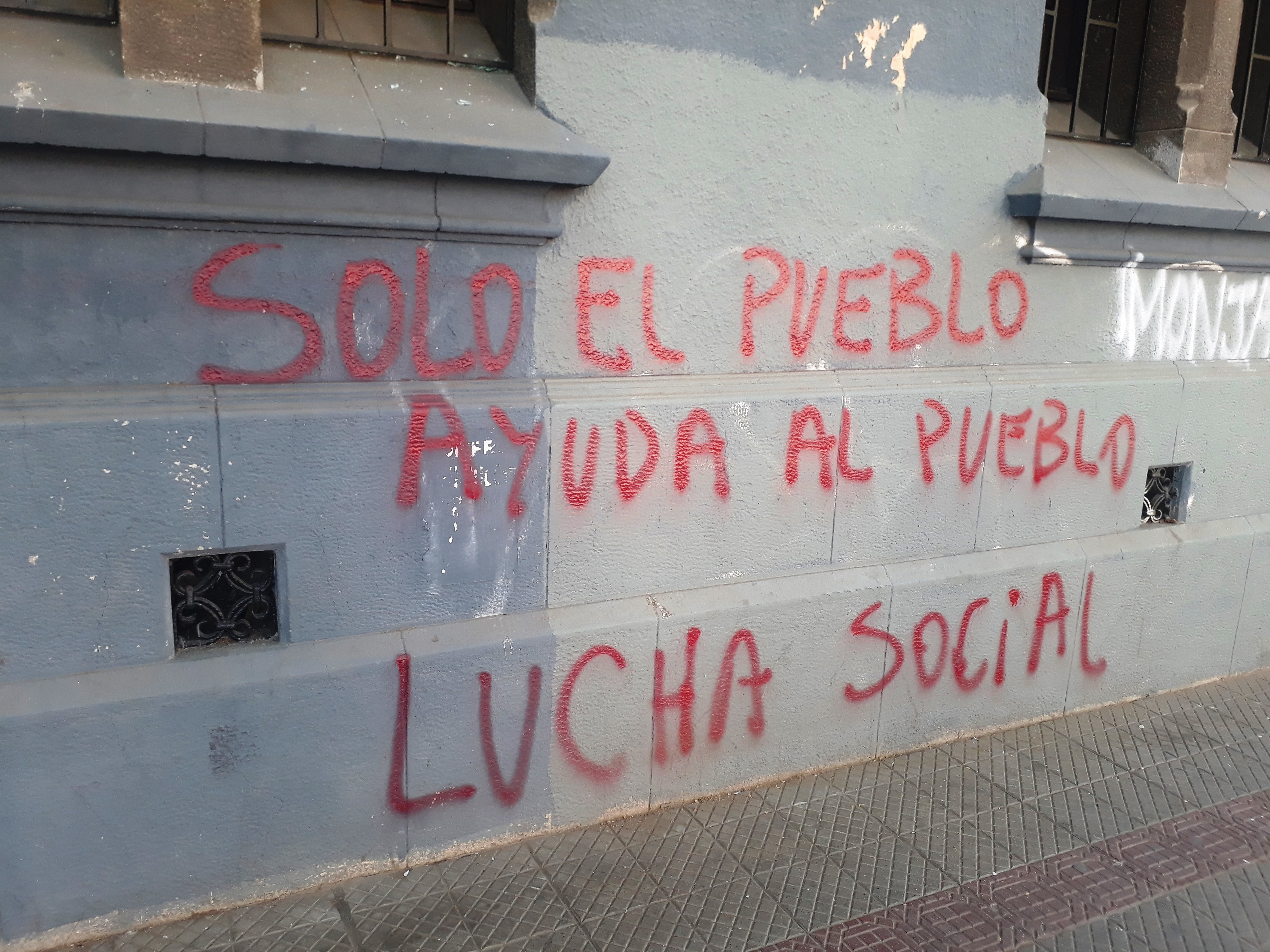
Graffiti con consigna de lucha social

Se conoce como movimiento piquetero al movimiento de trabajadores desocupados surgido en Argentina a mediados de la década de 1990. El crecimiento de la desocupación y los índices de pobreza, que fueron en aumento durante la presidencia de Carlos Menem, crearon un caldo de cultivo en el país para el surgimiento de múltiples protestas y formas de organización de trabajadores que perdían su empleo y corrían el serio riesgo de quedar excluidos del mercado laboral.
La denominación "piquetero" proviene del hecho de que los movimientos de desocupados principalmente tienen como forma de protesta social la instalación de piquetes en lugares estratégicos, para imposibilitar total o parcialmente la circulación por calles, caminos o rutas.
Nacidos como una agrupación ad hoc formada para canalizar la protesta contra los despidos de trabajadores en la empresa del Estado Yacimientos Petrolíferos Fiscales (YPF, luego absorbida en el conglomerado internacional Repsol YPF) en Cutral Có y Plaza Huincul (Neuquén) el 20 de junio de 1996. Estos cortes de ruta («piquetes») realizados como medio de protesta dieron su nombre a los numerosos movimientos de desempleados que se han institucionalizado progresivamente, formando la contrapartida obrera a los cacerolazos empleados por la clase media para expresar su descontento con la acción gubernamental.
Los movimientos de desocupados han jugado un papel político en estos últimos años, trabando alianzas con los principales operadores políticos —en especial las distintas facciones del peronismo y los distintos movimientos de izquierda, lo que a la vez ha dado lugar a una cierta fragmentación de estos y a su reintroducción en las reglas del juego político tradicional argentino, en que las organizaciones de trabajadores desempeñaron un papel importante.
Desde la derecha política y la clase media han sido objeto de críticas, acusándolos de estar asociados a la delincuencia organizada y promoviendo la toma de medidas violentas contra sus manifestaciones, calificadas de «criminales». El expresidente Mauricio Macri ha llegado a tildar despectivamente como «orcos» a quienes realizan piquetes.

## Eclosión del movimiento

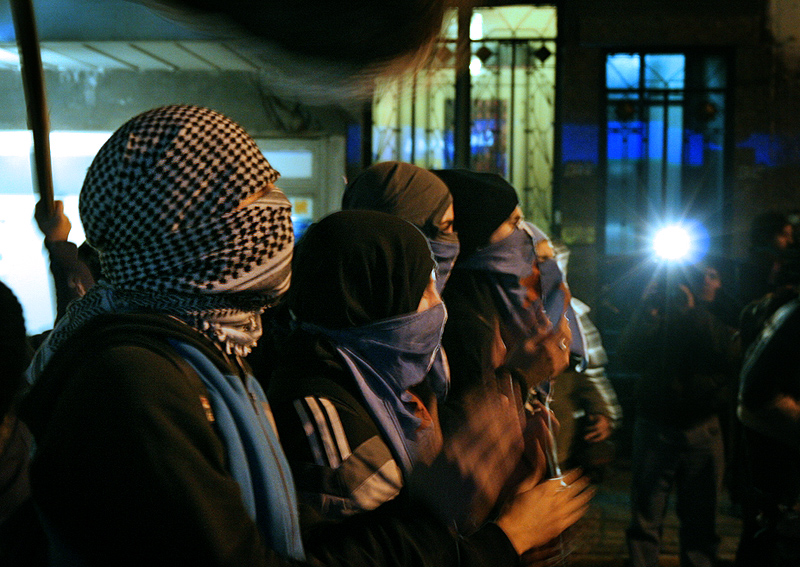
Manifestación con la participación de piqueteros, en julio de 2007.

Los primeros piquetes se produjeron con la pueblada de Cutral Có y Plaza Huincul de 1996, como protesta contra los despidos de trabajadores de YPF en la ciudad neuquina de Cutral-Có, donde la casi totalidad de la población dependía de ella para sus ingresos, se encontraban sus familias y otros sectores sociales de las localidades cuya economía dependía del petróleo (docentes, comerciantes, etc.). Los manifestantes expresaron su rechazo con cortes en la RN 22, impidiendo la circulación de camiones y logrando finalmente la renuncia del gerente que había ordenado la reducción de personal. A diferencia de los piquetes históricos, empleados por los trabajadores para cerrar el acceso a las fábricas en casos de huelga, los piquetes neuquinos convocaron no solo a los obreros mismos, sino a sus familias y a otros actores políticos; el ejemplo de Laura Padilla, una maestra local que fue uno de los líderes del movimiento en Cutral-Có, es solo uno entre numerosos casos similares.
Otras localidades neuquinas adoptaron la metodología, que pronto se extendió por el resto del país. En 1997 los desempleados del Gran Buenos Aires, en especial los partidos más afectados fueron Florencio Varela y La Matanza donde se realizaron 23 cortes de ruta, que se sumaron a otros 54 en el resto del país. Simultáneamente, los movimientos locales comenzaron a adquirir características organizativas propias, dando lugar a los primeros Movimientos de Trabajadores Desocupados. Surgen de esta manera el M.T.D "Teresa Rodríguez" en homenaje a la trabajadora que fuera asesinada el 12 de abril de 1997 por la policía en una protesta que se llevaba a cabo en la ciudad de Cutral Có, el M.T. D "Aníbal Verón", el M.T. D "General San Martín" en la provincia de Chaco y otros movimientos que simplemente llevaron y llevan el nombre M.T.D. Aníbal Verón fue el símbolo de un país y una sociedad que se resquebrajaba en los comienzos del nuevo siglo. Fue un referente cesanteado de la empresa de transporte Atahualpa de Tartagal y trágicamente asesinado de un balazo en la cara el 10 de noviembre del 2000.
La Central de los Trabajadores Argentinos (CTA) —una confederación sindical opuesta a la CGT y dirigida por Víctor de Gennaro— agrupó en un primer momento muchas de las propuestas, que reforzaron el proyecto político del Frepaso a través de la acción del Frente Nacional contra la Pobreza.
Las condiciones socioeconómicas son la causa principal del fenómeno y el camino de su solución: el deterioro acelerado de la calidad de vida de estos sectores, acostumbrados a tiempos mejores, crea un clima de alta frustración y protesta.
En los últimos años estas organizaciones aumentaron a un ritmo de progresión geométrica. Pasaron de ser la expresión inorgánica de una protesta legítima, a movimientos más o menos organizados y con capacidad de acción política.[cita requerida]

## Agrupaciones
Hoy los piqueteros, que se organizan en principio en pequeñas agrupaciones zonales, confluyen luego en organizaciones coordinadoras, las que a su vez están nucleadas en tres bloques.
- Frente de Organizaciones en Lucha (FOL)
- El Polo Obrero, impulsado por el Partido Obrero
- Frente Popular Darío Santillán
- Movimiento Teresa Rodríguez, fundado en Mar del Plata y Florencio Varela en 1997.
- Piqueteros de la CTA: Este es el conjunto de agrupaciones nucleadas en la Federación Tierra y Vivienda (FTV) que lidera Luis D'Elía.
- Movimiento Barrios de Pie, orientado por la Corriente Patria Libre, inicialmente integraba las organizaciones de la CTA pero a partir del año 2002 cobro autonomía. En la actualidad es la organización social territorial del Movimiento Libres del Sur (continuidad de Patria Libre) y tiene desarrollo en todas las provincias de la Argentina, su referente es Jorge Ceballos. Ceballos, abogado, fue designado por el presidente Néstor Kirchner, Subsecretario de Capacitación y Organización Popular del Ministerio de Desarrollo Social de la Nación
- La Corriente Clasista y Combativa (CCC): Organización política, sindical y de desocupados integrada por el Partido Comunista Revolucionario y por un desprendimiento reciente del PC conocido como Encuentro Argentino Popular Piquetero (EAPP)
- UPP Unión Piquetera Pampeana que responde al dirigente clasista Alberto Cortez
- El Bloque Piquetero: Tiene menos convocatoria y más ideología. Algunas de las agrupaciones que conforman este Bloque tienen su origen en los primeros fenómenos piqueteros, mientras que otras, de creación más reciente, están vinculadas a partidos de izquierda.
- La Federación de Organizaciones de Base (FOB): Se autoafirman en la organización de base territorial o barrial sin jefes ni punteros. Tampoco poseen vínculos con partidos políticos ni gobierno alguno. Su identidad se basa principalmente en principios de democracia directa, autogestón, independencia de clase, federalismo e igualdad de género.[12]
- Movimiento Evita: creado en 2004, integró el Frente para la Victoria hasta 2016, año en que formó un bloque parlamentario autónomo, denominado Peronismo para la Victoria.
- Organización Barrial Túpac Amaru: fundada en 2001 en la provincia de Jujuy, tiene una fuerte relación con el movimiento indígena. La detención de su presidenta Milagro Sala en enero de 2016, ha considerada una detención arbitraria por las Naciones Unidas y la Organización de Estados Americanos.

## Violencia y represión
El movimiento piquetero fue objeto de la violencia estatal y ha sido reprimido en varias oportunidades por los gobiernos de turno -sean locales, provinciales o nacionales- provocando en muchas de esas represiones muertes y/o heridos.
- 1997/04/12: La empleada doméstica por horas Teresa Rodríguez, de 24 años, fue asesinada por un miembro de Gendarmería Nacional mientras se reprimía una manifestación de docentes y desempleados en Cutral Có, provincia de Neuquén.[13]
- 1999/12/17: Los piqueteros Francisco Escobar y Mauro Torres fueron asesinado por Gendarmería Nacional en Corrientes, mientras eran desalojados del puente General Belgrano durante un recital de La Mosca Además hubo 28 heridos de bala. El hecho se conoce como Masacre de Corrientes.[14]
- 2000/02/06: El joven Hugo Javier Barrotaveña fue asesinado por un expolicía y puntero del PJ, Julian Dietzmaier, que le disparó al intentar pasar a la fuerza por entre el piquete, pese a que cien metros atrás había un vallado policial que impedía pasar a los automovilistas en la localidad bonaerense de El Jagüel, Esteban Echeverría, provincia de Buenos Aires.[15]

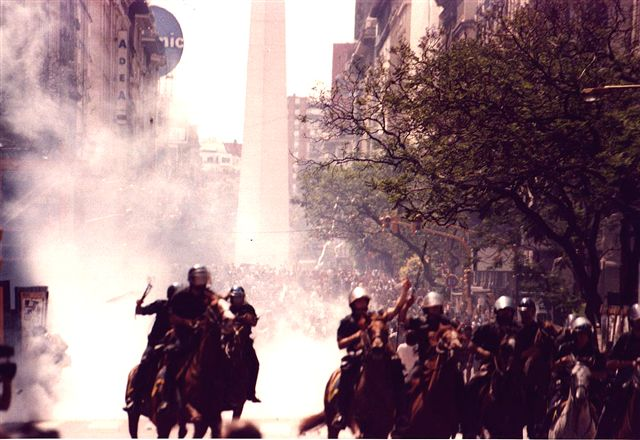
Represión 20 de diciembre de 2001

- 2000/05/09: Los jóvenes Matías Gómez y Orlando Justiniano (UTD Mosconi) fueron secuestrados mientras juntaban leña para llevar a un piquete en la localidad salteña de General Mosconi; fueron torturados salvajemente y asesinados. Luego fueron abandonados en la ruta nº34 en Jujuy, con la intención de simular un accidente de tránsito.[16]
- 2000/10/10: En un piquete en Tartagal (Salta) fue asesinado Aníbal "La Brujita" Verón -mecánico de la empresa de colectivos de larga distancia Atahualpa- que se encontraba en huelga con sus compañeros por la reincorporación de despedidos. Verón fue asesinado de un balazo calibre 22, arma no reglamentaria que suelen usar las fuerzas represivas para matar sin reconocer sus crímenes.[17]
- 2001/06/17: Carlos Santillán (27 años, de paso por el lugar) y Oscar Barrios (16 años) fueron asesinados en la localidad de General Mosconi, provincia de Salta, por miembros de Gendarmería Nacional cuando reprimieron un corte en la ruta 34.[18]
- 2002/06/26: Los jóvenes Darío Santillán y Maximiliano Kosteki -pertenecientes al Movimiento de Trabajadores Desocupados (MTD) de Guernica y de Lanús respectivamente- fueron fusilados por miembros de la Policía bonaerense en la estación Avellaneda del ferrocarril, en la provincia de Buenos Aires. Al hecho se lo conoce como Masacre de Avellaneda.
- 2002/07/03: Luis Barrios, Marta López y Alberto Quintas -estos dos últimos testigos que identificaron a policías que participaron de la masacre del 20/12/2001- fueron baleados por desconocidos cuando se dirigían a la estación de trenes de Avellaneda a repudiar los fusilamientos de Kosteki y Santillán. Los tres pertenecían a la Coordinadora de Unidad Barrial (CUBA), integrante del Bloque Piquetero.[19]
- 2003/10/04: El joven de 20 años Cristian Gabriel Ibáñez -militante de la Corriente Clasista y Combativa (CCC)- fue encontrado muerto en su celda luego de haber sido detenido por la policía jujeña en la localidad de Libertador General San Martín.[20]
- 2003/10/10: El piquetero Luis Marcelo Cuéllar -militante de la Corriente Clasista Combativa (CCC)- fue asesinado mientras participaba de una manifestación por el 'suicidio' de Cristian Ibáñez, ocurrido en una comisaría de Jujuy.[20]

## El piquete como metodología de protesta generalizado
El piquete como método de protesta se ha extendido entre la población general ante distintos conflictos que son desatendidos por las autoridades correspondientes, como los ocurridos tras los reiterados prolongados cortes de luz en la Ciudad de Buenos Aires.
Según Luis Oviedo, militante y dirigente del Partido Obrero, se trata de una transformación genuina del movimiento obrero y las masas explotadas en Argentina ya que nace de una necesidad vital de la masa trabajadora (no solo de los desocupados) por la lucha contra la desocupación, tomando gran dimensión en la época de Menem ante el abandono de los desocupados y de la no escucha de dichos pedidos por parte de la burocracia oficial de los sindicatos.

## Mujeres piqueteras
En el país de la industria, la desocupación alcanzó el 50%. Ante la crisis extrema que generó el cierre de fuentes de trabajo, las mujeres tuvieron que tomar en sus manos la subsistencia familiar. Las mujeres Argentinas son impulsadas a organizarse y salir a la calle, motivadas por el hambre que sufren sus hijos.
Las mujeres serán el componente principal de los movimiento piqueteros y desocupados. En la medida que el hombre fue perdiendo el empleo y con ello el rol tradicional de sostén de hogar, muchas mujeres salieron a hacerse cargo del mantenimiento de las familias,pero a su vez decidieron no quedarse de brazos cruzados y tomaron las calles, plazas, rutas, reclaman salud, educación, trabajo y vivienda dignas.
Aunque todos los estudios coinciden en que las mujeres han sido las que mayoritariamente “pusieron el cuerpo” en estos cortes de ruta y movilizaciones que dieron origen al movimiento piquetero, lo cierto es que se encuentran invisibilizadas. Los liderazgos reconocidos, incluso por los propios integrantes del movimiento, son mayoritariamente masculinos. Sin embargo, aunque poco visibilizadas, las mujeres tuvieron durante este período un papel protagónico que rompió con los estereotipos propios de la “domesticidad”.
Las mujeres piqueteras se organizan y ponen en funcionamiento comedores, para poder alimentar a sus hijos, organizan trueques, comedores comunitarios, jardines de infantes, huertas comunitarias. Si bien las piqueteras han asumido roles y actividades que históricamente fueron asignadas a las mujeres, hacerlo fuera del hogar le da otro significado. En primer lugar, logran que dichas tareas sean vistas como un trabajo. En segundo lugar, ha hecho que estas mujeres sientan que sus actividades tienen influencia más allá de sus hogares. Finalmente, estas actividades ha contribuido a la organización colectiva.
Para algunos autores, la presencia de las mujeres en el movimiento piquetero es precedida por la existencia del movimiento en sí mismo y consideran que es allí donde mayoritariamente, ellas realizan sus primeras experiencias de participación pública en la vida comunitaria. Esa participación se encuentra signada por una ambivalencia permanente, sustentada en una suerte de movimiento pendular entre acciones femeninas de carácter asistencialista (ilustrada por la experiencia de las “manzaneras”, en el caso del conurbano bonaerense, y la naturalización del rol femenino de “cuidar de los otros”) y acciones orientadas a politizar su rol de madres y la problemática del hambre. Ello entonces habría permitido a las mujeres interpelar al Estado bajo esa dirección.

### Documentales
- Cutral Có y Plaza Huincul. Tiempo de Pueblada. (Del 20 al 26 de junio de 1996) en Vimeo. Documental realizado por Cartago TV sobre las puebladas que dieron origen al fenómeno piquetero.
- Un fantasma recorre la Argentina... los piqueteros en Vimeo. (2001) Documental realizado por el grupo argentino Ojo Obrero que analiza la situación y conformación del movimiento piquetero desde sus inicios hasta la caída del gobierno de Fernando de la Rúa.
- ¡Piqueteros carajo! en Vimeo. (2002) Documental realizado por el mismo grupo que analiza la situación tras la Masacre de Avellaneda, donde la Policía bonaerense asesina a los militantes Darío Santillán y Maximiliano Kosteki.

- Datos: Q1930380